# Archimède (émission de télévision)
Pour les articles homonymes, voir Archimède (homonymie).
Archimède est une émission de télévision franco-allemande de vulgarisation scientifique et technique diffusée sur Arte de 1994 jusqu’en décembre 2003 et reconnue pour sa grande qualité de fond comme de forme. 
Son principal intérêt était de diffuser de l’information par le biais de documentaires courts mais précis, et grâce à un ton non pontifiant et parfois même « second degré » ; son style parfois austère privilégiait l’absence d’interviewer et le respect des silences de l’interlocuteur. S’y développaient également deux formes pédagogiques originales : les Sciences animées et les Plongées au cœur de la matière. Certains de ses épisodes étaient devenus thématiques.
L'équipe d’Archimède était composée notamment du physicien Philippe Boulanger, du physico-chimiste Hervé This et du réalisateur Pierre-Oscar Lévy.
Sa suppression en décembre 2003 a déclenché une vague de pétitions sur l’Internet pour son maintien, sans succès. La communauté scientifique française appréciait cette émission qui, selon eux, montrait avec un grand réalisme la situation actuelle de la recherche.
À l'occasion d'un coffret collector 2 DVD du film Cube² : Hypercube, deux épisodes de l'émission sont présents en bonus dans le 2e DVD du coffret, traitant du sujet de la quatrième dimension.